# Iridopsis obliquata
Iridopsis obliquata är en fjärilsart som beskrevs av Paul Dognin 1904. Iridopsis obliquata ingår i släktet Iridopsis och familjen mätare. Inga underarter finns listade i Catalogue of Life.